# Fondation FondaMental
 (juillet 2019).
La Fondation FondaMental est une fondation de coopération scientifique créée par décret du 15 juin 2007,, dans le domaine des maladies mentales.
L'objectif de la Fondation est de promouvoir une prise en charge personnalisée des troubles psychiques (ou psychiatriques) sévères (troubles bipolaires, dépression, troubles du spectre de l'autisme, shcizophrénie), en alliant soins et recherche de pointe dans des approches multidisciplinaires. Elle mène aussi des actions de formation scientifique et médicale, et d'information auprès du grand public ainsi que pour éclairer l'action publique.

## Organisation
- Le conseil d'administration a pour rôles la politique d'orientation et contrôle la gestion de la fondation. Son président est M. Stéphane Richard depuis le 29 février 2024.
- Le conseil scientifique, composé de scientifiques de renom international, est une instance consultative. Il évalue les activités scientifiques et conseille sur la stratégie scientifique.
- Le comité de direction, organe exécutif, est chargé de l’animation de la vie scientifique de la fondation, ainsi que de son fonctionnement administratif et financier. La professeure Marion Leboyer est directrice de la Fondation FondaMental.

La Fondation FondaMental repose sur une centaine d'équipes hospitalières ou laboratoires de recherche reconnus, réunis en réseaux nationaux. La fondation fournit également des ressources aux familles de patients.

## Historique
Le Ministère de l’Enseignement supérieur et de la Recherche a lancé en 2006 un appel à projets « Réseaux thématiques de recherche et de soins », dont la Fondation Fondamental a fait partie des lauréats.
En 2011, huit centres experts étaient déjà ouverts par la Fondation FondaMental : cette organisation en réseaux spécialisés, qui fonctionnent sur le modèle des hôpitaux de jour, vise à améliorer le diagnostic et le suivi des patients atteints de troubles bipolaires. Ces huit centres (à Créteil, Paris, Versailles, Bordeaux, Nancy, Montpellier, Grenoble et Marseille) représentaient une première étape, l'objectif étant un centre expert par région. En parallèle, des centres experts sont développés pour la schizophrénie et le syndrome d'Asperger, une forme d'autisme de haut niveau.
En 2024, 54 centres experts FondaMental sont en activité : 17 centres Troubles bipolaires, 13 Schizophrénie, 10 Autisme de haut niveau, 14 dépression résistante. Une étude publiée en 2017 dans la revue Bipolar Disorders, portant sur près d'un millier de patients bipolaires suivis à 12 ou à 24 mois, a montré l'efficacité du dispositif de prise en charge des patients dans le cadre des centres experts FondaMental.

## Missions

### Recherche
Les recherches menées sur les maladies mentales ont pour but d'améliorer leur dépistage précoce, leur diagnostic et leur traitement. Ces maladies sont non seulement nombreuses, mais aussi hétérogènes et complexes. Or leurs causes et les mécanismes physiopathologiques impliqués sont encore mal connus ; le diagnostic de chaque maladie mentale reste fondé sur l'observation clinique, car aucun marqueur biologique n'est disponible pour confirmer ces diagnostics.
Les recherches soutenues par la Fondation FondaMental visent à mieux caractériser les troubles psychiques majeurs, notamment en identifiant des mécanismes biologiques impliqués. Les objectifs sont d'identifier des marqueurs biologiques susceptibles d'améliorer les outils de diagnostic ou de mieux prédire les réponses au traitement, et de découvrir de nouvelles options thérapeutiques personnalisées.
La Fondation FondaMental réunit en France plus de 70 équipes de recherche, plus de 30 services hospitaliers, et des plateformes technologiques de soutien à la recherche. Elle développe également des collaborations internationales, notamment en Suisse.

### Soin
La Fondation FondaMental a créé en France des réseaux de consultations spécialisées et de recherche. Les 54 centres experts FondaMental, hébergés au sein de services hospitaliers, prennent en charge quatre pathologies psychiatriques : la schizophrénie, les troubles bipolaires, la dépression résistante et le syndrome d’Asperger.
Ces centres experts conjuguent expertise médicale de pointe et recherche scientifique, avec l'ambition d’innover au bénéfice des patients, en matière de soins et de traitements, et de limiter l'errance diagnostique alors que s'écoulent souvent plusieurs années avant le diagnostic correct, notamment pour les troubles bipolaires.

### Formation
La Fondation FondaMental organise des conférences et symposiums scientifiques, pour le partage des savoirs les plus récents, ainsi que des actions de formation médicale continue (suivant les recommandations internationales) en direction des professionnels de santé.

### Information
La Fondation FondaMental a pour objectif de lutter contre les idées reçues qui entourent les troubles psychiques (ou psychiatriques) majeurs. Déstigmatiser implique d'améliorer les connaissances du grand public, et de faciliter l’accès aux soins, pour en finir avec les préjugés qui concernent trop souvent les malades et leur famille. La Fondation FondaMental co-organise en particulier (avec l'association Argos 2001) la Journée mondiale des troubles bipolaires qui a eu lieu le 30 mars depuis 2015.
Pour éclairer et guider l'action publique en matière de santé mentale, la fondation mène une démarche d'information et de sensibilisation des décideurs politiques.
Un livre publié en 2018 (coédité par la Fondation FondaMental et l'Institut Montaigne) présente l’état des lieux de la psychiatrie en France et se conclut par « 25 propositions pour sortir la psychiatrie de l'état d'urgence ». Ce livre a été précédé d’une étude (réalisée aussi avec l'Institut Montaigne) insistant sur la nécessité d'améliorer la politique de prévention, et de prise en charge, des maladies psychiatriques en France.

### Orientation
La Fondation FondaMental suit désormais, comme indiqué aussi sur son site Internet : « la schizophrénie, les troubles bipolaires, les troubles du spectre de l'autisme sans déficience intellectuelle, les dépressions résistantes, les troubles obsessionnels compulsifs, les conduites suicidaires et le stress post-traumatique ».
La Fondation FondaMental, bien qu'acceptant la notion de trouble du spectre de l'autisme et de syndrome d'Asperger, considère que l'autisme est « assimilé aux maladies mentales ». Marion Leboyer et Pierre-Michel Llorca considèrent l'autisme au titre de trouble psychiatrique aux côtés de la dépression, de la schizophrénie, des troubles bipolaires et des conduites suicidaires.
En psychiatrie, deux approches coexistent : d'une part celle qui met l'accent sur la recherche, le diagnostic et la prévention des maladies mentales en utilisant notamment les ressources biomédicales (biologie moléculaire, génétique, neurosciences) ; une seconde qui prône une approche humaniste et met en avant la tolérance aux plus fragiles et les relations soignants/soignés, souvent plus sceptique sur les apports potentiels de la biologie et des neurosciences. Résolument engagée en faveur des apports de la recherche comme sur les aspects sociétaux[non neutre], la Fondation FondaMental a rejoint dès ses débuts le collectif chargé de faire de la santé mentale la Grande Cause Nationale 2025[source secondaire nécessaire].